# Радченки
Радченки́ — село в Україні, в Великосорочинській сільській громаді Миргородського району Полтавської області. Населення становить 207 осіб. До 2016 року орган місцевого самоврядування — Полив'янська сільська рада.

## Географія
Село Радченки знаходиться на відстані 1,5 км від сіл Іващенки, Полив'яне та Бессараби. Поруч проходить автомобільна дорога Т 1710.
| Україна | Це незавершена стаття з географії України. Ви можете допомогти проєкту, виправивши або дописавши її. |